# 情報技術

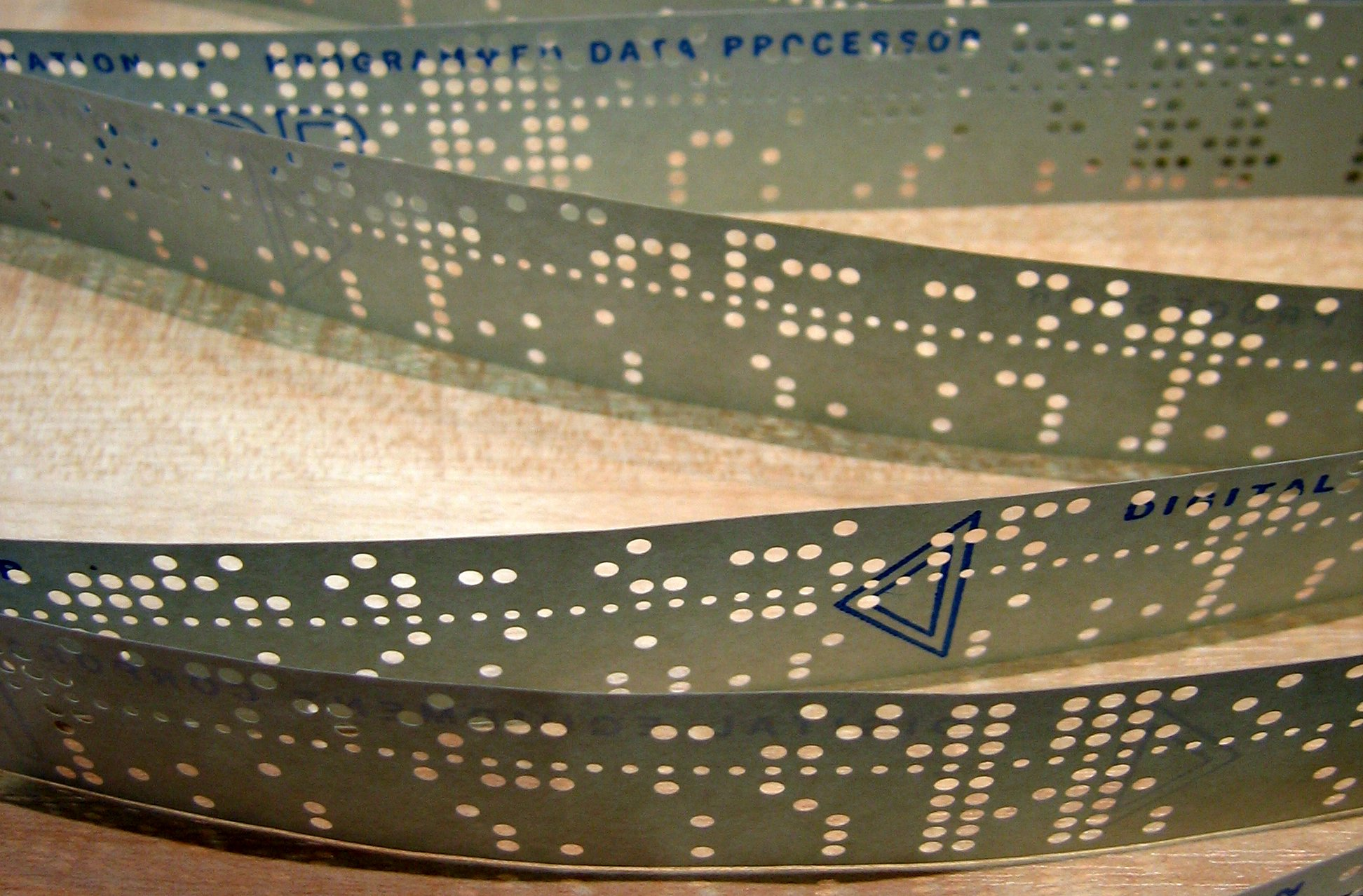
紙テープ上に記録されたプログラム

情報技術（じょうほうぎじゅつ、英: information technology、IT）とは、コンピュータを使ってあらゆる種類の電子的なデータや情報を作成、処理、保存、取得、交換することである。ITは一般的に、業務運用の文脈の中で用いられ、個人的な用途や娯楽のための技術とは異なる。
ITは、通信を含めた概念である情報通信技術 (ICT) の一部であると見なされる。また、情報システム（ITシステム）とは一般に、限られたIT技術者のグループによって運営されるコンピュータシステムおよび通信システムのことである。

## 語源
紀元前3000年頃にメソポタミアのシュメール人が文字を発明して以来、人は情報を蓄積、取得、操作、そして伝達してきた。しかし、現在の意味での情報技術 (information technology) という言葉が初めて登場したのは、1958年にハーバード・ビジネス・レビューに掲載された論文である。著者のHarold J. Leavitt  and  Thomas L. Whislerは、『この新しい技術には、まだ単一の確立された名前がない。我々はそれを情報技術と呼ぶことにする。』と述べている。彼らの定義は3つのカテゴリー、すなわち「処理のための技術」「意思決定への統計的および数学的手法の適用」「コンピュータプログラムによる高次思考のシミュレーション」から構成される。
この用語は、一般的にコンピュータとコンピュータネットワークの同義語として使用されるが、テレビや電話などの他の情報配信技術も含まれる。コンピュータハードウェア・ソフトウェア、電子機器、半導体、インターネット、通信機器、電子商取引など、経済の中で見られるいくつかの製品やサービスはITに関連付けられている。
ITの発展には、使用されている記憶および処理技術に基づいて、前機械式（紀元前3000年 - 紀元後1450年）、機械式（1450年-1840年）、電気機械式（1840年 - 1940年）、および電子式 (英語版) （1940年 - 現在）の4つの段階に区別することができる。この記事では、最も新しい期間（電子式）に焦点を当てている。

## コンピュータ技術の歴史

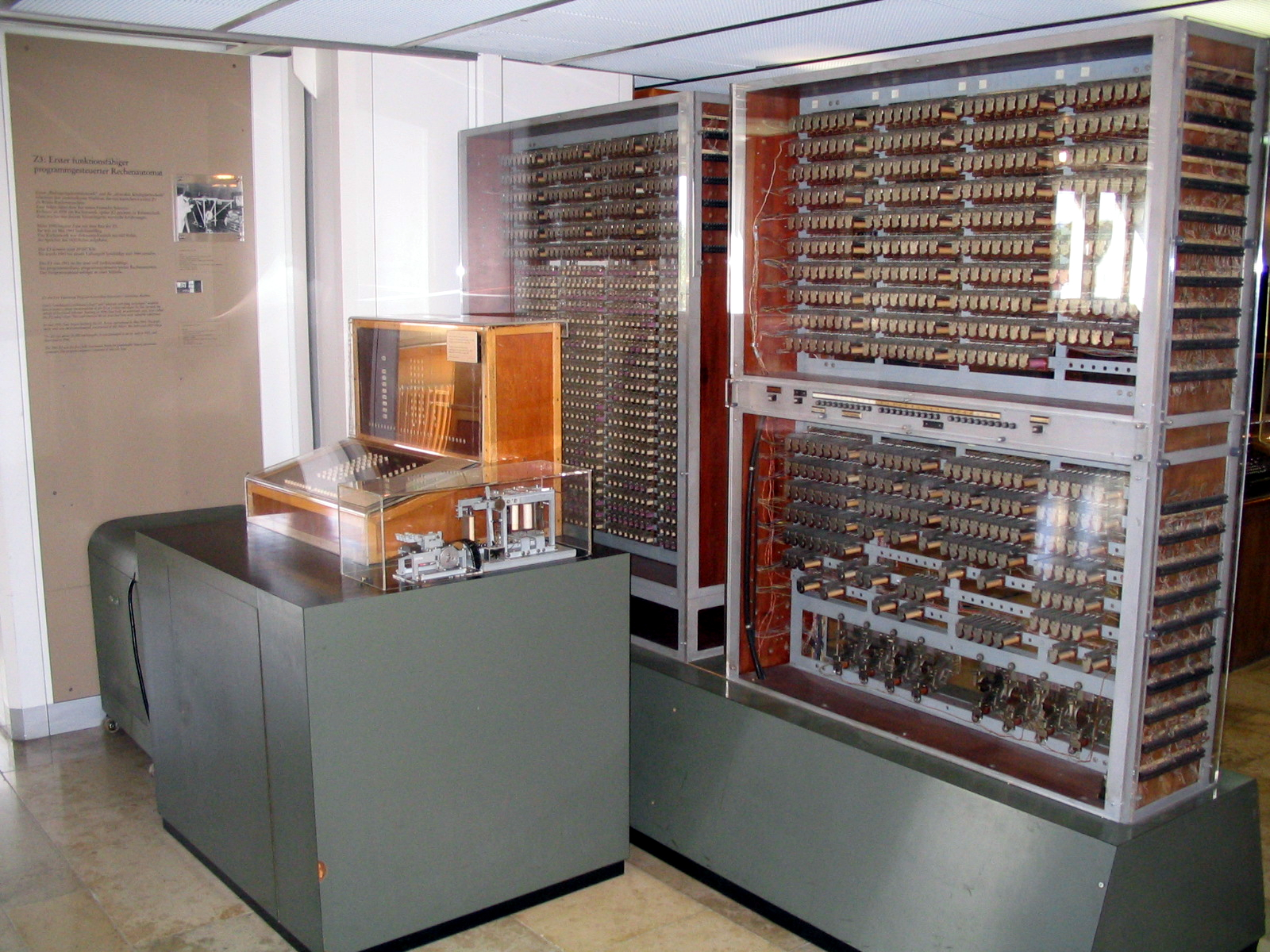
ミュンヘンのドイツ博物館に展示されているZuse Z3のレプリカ。Zuse Z3は最初のプログラマブル・コンピュータである。

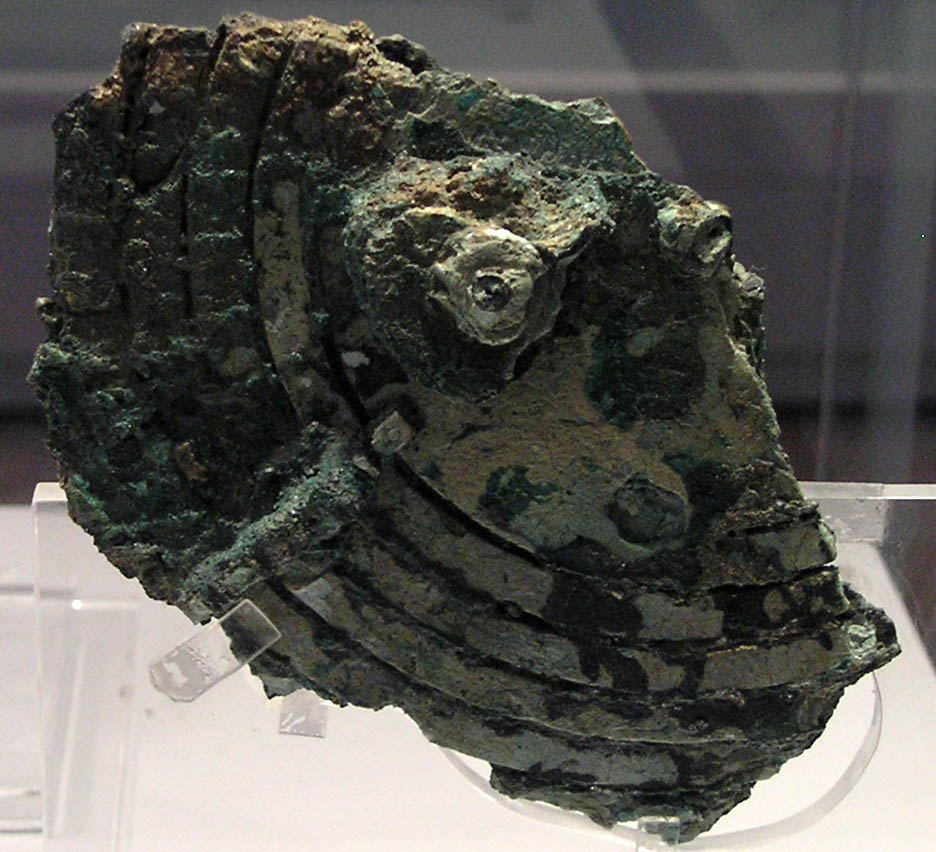
これはアンティキティラ島の近海で沈没船から発見された機械で、紀元前1世紀にさかのぼる最初の機械式アナログコンピュータとされている。

計算を補助する機械は何千年も前から使われており、おそらく最初はタリー・スティックのような形であった。一般的に知られている最古の機械式アナログコンピュータは、紀元前1世紀初頭に作られたアンティキティラ島の機械であり、最古の歯車式機構であると考えられている。ヨーロッパでは、16世紀になるまでこれに匹敵する歯車式装置は登場しなかったが、1645年、四則演算が可能な機械式計算機が初めて製作された。
リレーや真空管のいずれかを使った電子計算機が登場したのは1940年代初頭である。1941年に完成した電気機械式のZuse Z3は、世界初のプログラム可能なコンピュータであり、現代の基準で完全な計算機といえる最初の機械の一つであった。第二次世界大戦中、ドイツのメッセージを解読するために、最初の電子式デジタルコンピュータとしてColossus（コロッサス）が開発された。これは、プログラム可能ではあったが汎用性はなく、単一のタスクを実行するために設計されていた。また、プログラムをメモリーに保存する機能もなく、プラグとスイッチを使って内部の配線を変更してプログラミングを行った。現代の電子式デジタル・プログラム内蔵方式コンピュータの先駆けとなったのは、1948年6月21日に最初のプログラムを実行したマンチェスター・ベイビーであった。
1940年代後半にベル研究所でトランジスタが開発されたことで、消費電力を大幅に削減した新世代のコンピュータを設計できるようになった。最初の市販されたプログラム内蔵式コンピュータFerranti Mark Iは、4,050個の真空管を使用し、消費電力は25キロワットであった。これと比較し、マンチェスター大学で開発され、1953年11月までに稼働していた最初のトランジスタ式コンピュータは、最終的にわずか150ワットしか消費しなかった。
半導体技術における他のいくつかの飛躍的な進歩には、1959年にテキサス・インスツルメンツ社のジャック・キルビーとフェアチャイルド・セミコンダクター社のロバート・ノイスによって発明された集積回路 (IC)、1959年にベル研究所のモハメド・アタラとダウォン・カーンによって発明された金属酸化膜半導体電界効果トランジスタ (MOSFET)、1971年にインテル社のテッド・ホフ、フェデリコ・ファジン、嶋正利、スタンレー・メイザーによって発明されたマイクロプロセッサがあった。これらの重要な発明によって、1970年代にはパーソナルコンピュータ (PC)が開発され、そして情報通信技術 (ICT)の誕生へとつながった。

## 電子データ処理

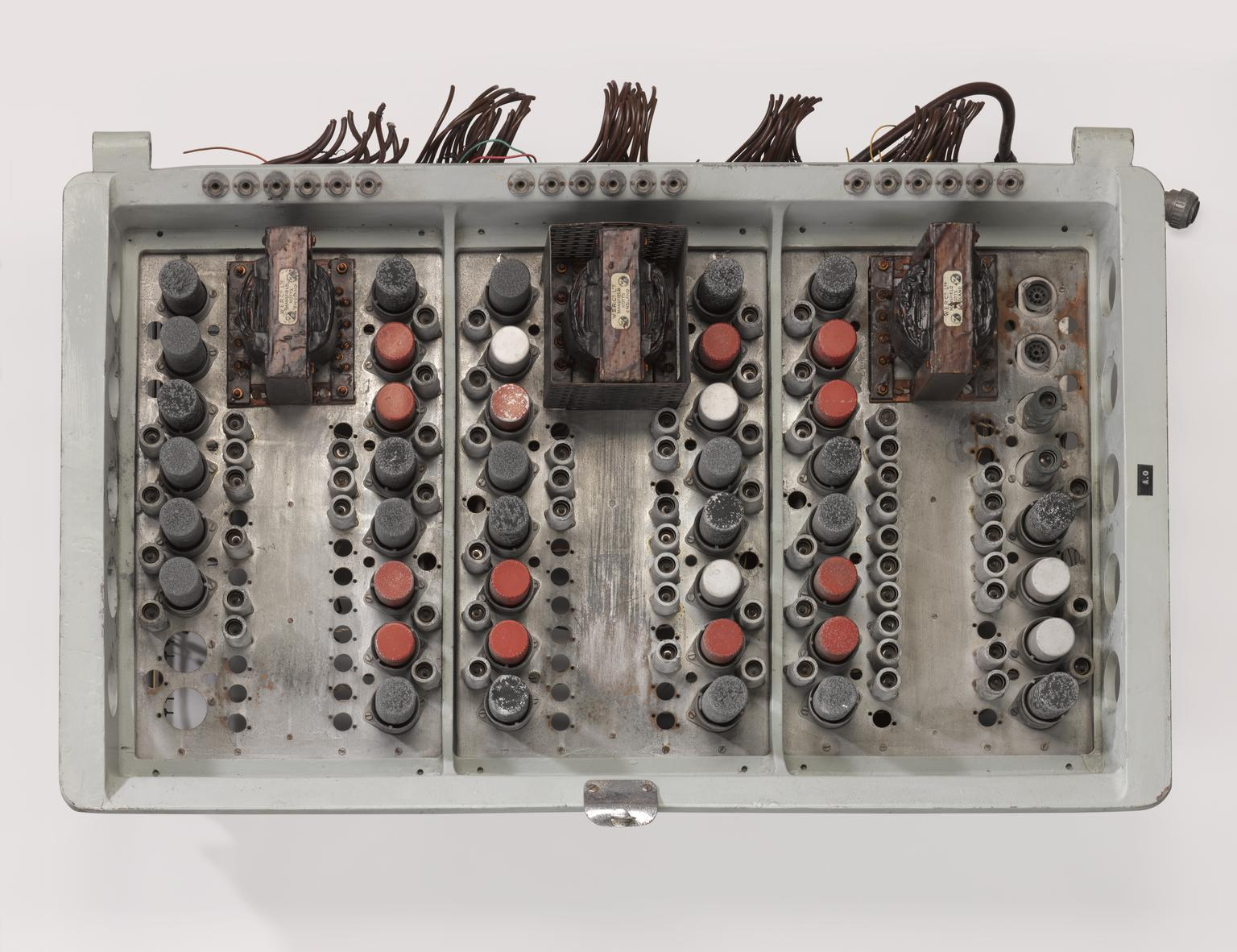
Ferranti Mark Iコンピュータのロジックボード

### データ記憶

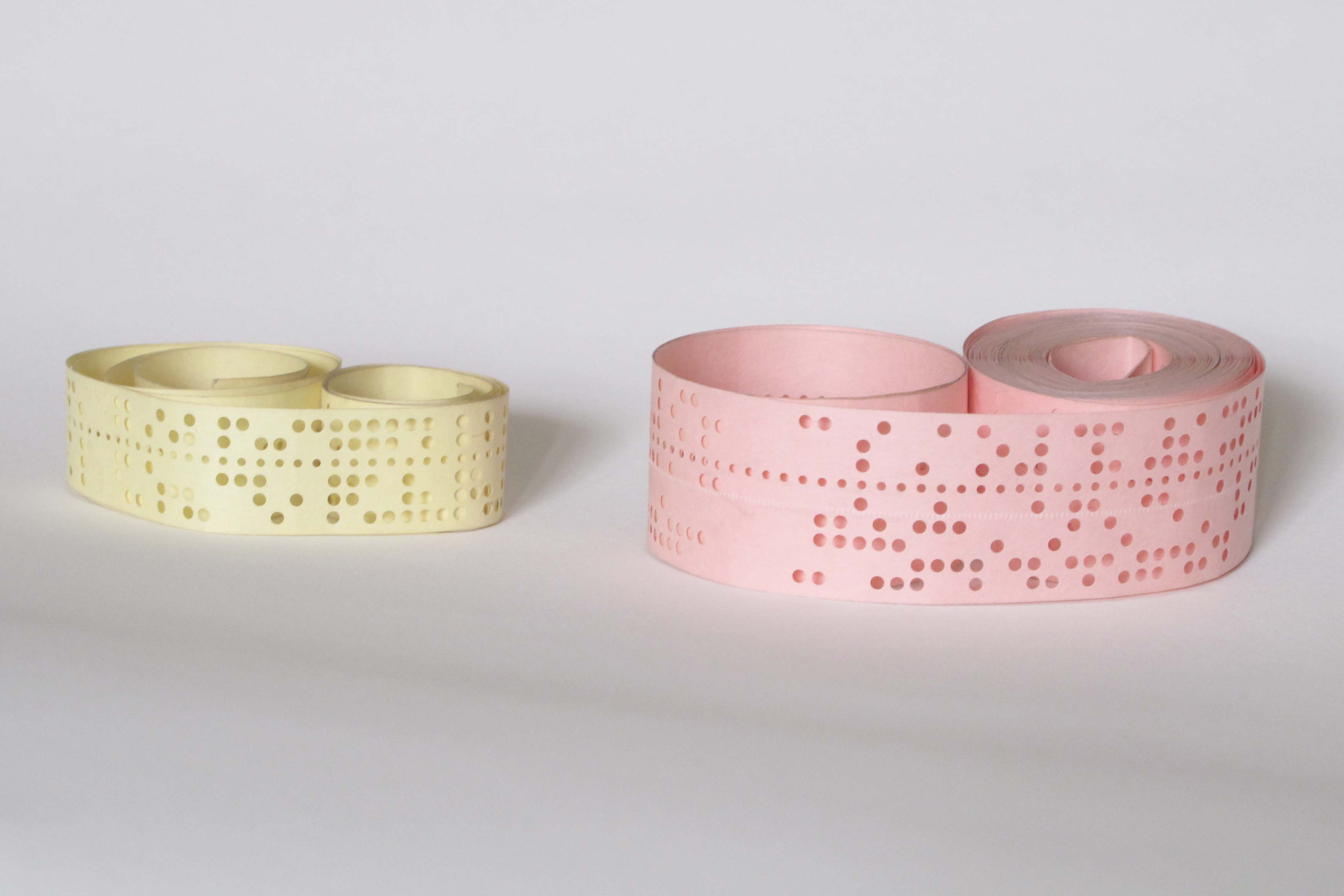
初期のコンピュータでは、データを表現するためにパンチテープが使われていた。

Colossusに代表される初期の電子計算機では、データを一連の穴で表した長尺の用紙であるパンチテープを使用していたが、現在ではその技術は廃れている。現在のコンピュータに使われている電子データストレージは、第二次世界大戦中にレーダー信号の混乱を除去するために開発された遅延線メモリーにさかのぼり、その最初の実用的な用途が水銀遅延線だった。最初のランダムアクセス方式のデジタル記憶装置は、標準的な陰極線管をベースにしたウィリアムズ管であった。しかし、これらの装置や遅延線メモリーに保存された情報は揮発性であり、継続的にリフレッシュしなければならないため、電源を切ると失われてしまった。不揮発性のコンピュータストレージの最初の形式は、1932年に発明され、世界初の市販汎用電子計算機であるFerranti Mark 1で採用された磁気ドラムであった。
1956年、IBM社は、305 RAMACコンピュータシステムの構成部分として、最初のハードディスクドライブを発表した:6。今日、ほとんどのデジタルデータは、ハードディスクに磁気的に、またはCD-ROMなどのメディアに光学的に保存されている:4–5。2002年まではほとんどの情報がアナログデバイスに保存されていたが、この年にデジタルストレージの容量が初めてアナログを超えた。2007年の時点で、世界中に保存されているデータのほぼ約94%がデジタルで保存されていた。52%がハードディスク、28%が光学デバイス、11%がデジタル磁気テープである。1986年には3エクサバイト (1018 B; ギガバイト<GB>の10億倍) 以下だった世界的な電子機器の記憶容量は、2007年には295エクサバイトに増加し、約3年ごとに倍増していると推定されている。

#### データベース
データベース管理システム (DMS) は、大量のデータを正確かつ迅速に保存および検索するという問題に対処するため、1960年代に登場した。初期のそのようなシステムとしては、IBMのInformation Management System（IMS）があり、50年以上経った今でも広く展開されている。IMSはデータを階層的に格納するが、1970年代にテッド・コッドは、集合論と述語論理をベースに、テーブル・行・列という使い慣れた概念を用いた新しいリレーショナル・ストレージ・モデルを提案した。1981年に、市販用として初のリレーショナルデータベース管理システム (RDBMS) はオラクル社から発表された。
すべてのDMSは、複数の構成要素から作られており、格納されているデータの整合性を維持しながら、多くの利用者が同時にアクセスできるようになっている。そしてすべてのデータベースでは、格納されているデータの構造（データベース・スキーマ）が、データそのものとは別に定義され、格納されている点で共通している。
近年、拡張可能なマーク付け言語 (extensible markup language; XML) が、データ表現の一般的なフォーマットになった。XMLデータは通常のファイルシステムに保存することもできるが、「長年の理論的および実践的な努力によって検証された堅牢な実装」を利用するために通常、リレーショナルデータベースに保持される。文書記述言語 (Standard Generalized Markup Language; SGML) を発展させたXMLのテキストベースの構造は、機械にも人にも読めるという利点がある。

### データ検索
リレーショナルデータベースモデルでは、関係代数（リレーショナル代数）に基づいて、プログラミング言語に依存しない構造化照会言語 (Structured Query Language; SQL) が導入された。
「データ」と「情報 (information)」という言葉は同義ではない。保存されているものはすべて「データ」であるが、それが整理されて意味のある形で提示された場合にのみ「情報」となる:1–9。世界中のデジタルデータのほとんどは構造化されておらず、単一の組織の中でもさまざまな異なる物理的形式で保存されている。データウェアハウスは、これらの異種の情報源を統合するために、1980年代に発展した。データウェアハウスは一般的に、インターネットなどの外部情報源を含むさまざまな情報源から抽出したデータが含まれており、意思決定支援システム (DSS) での使用を容易にするように編成されている:4–6。

### データ伝送

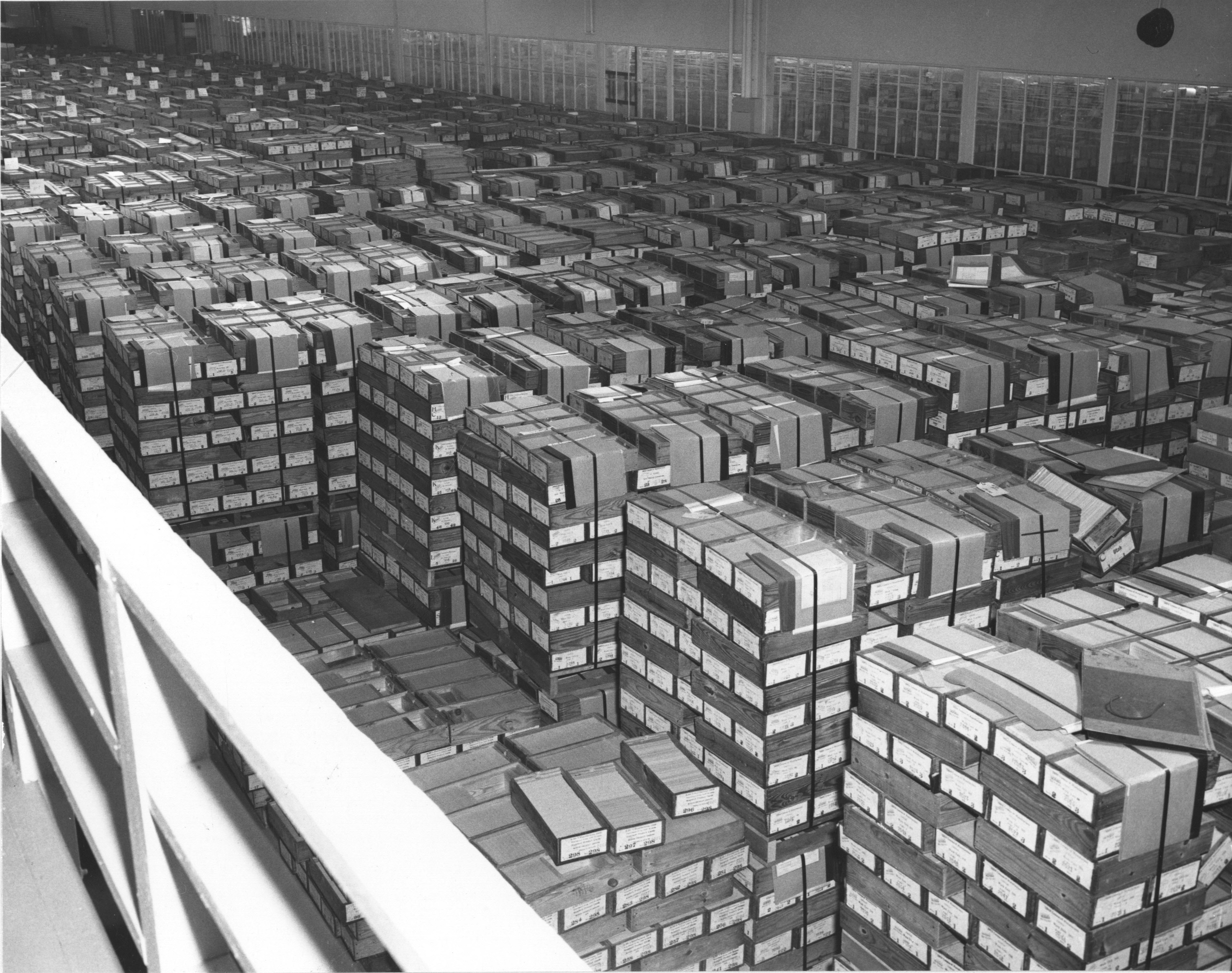
バージニア州アレキサンドリアにあるIBMカード保管倉庫（1959年）。これは連邦政府がパンチカードを保管していた場所である。

データ伝送には、送信、伝播、受信の3つの側面がある。これは、情報を下流に向かって一方的に送信する「放送」と、上流と下流に双方向のチャネルを使用する「通信」に大別することができる。
XMLは、2000年代初頭からデータ交換の手段として次第に採用されるようになった。特にSOAPなどのウェブ指向プロトコルに含まれるような機械指向の対話では、『データ伝送中 (data-in-transit)...データ保存中 (data-at-rest) ではない』とやり取りされる。

### データ操作
ヒルベルトとロペスは、指数関数的な技術変化（ムーアの法則の一つ）を指摘した。1986年から2007年の間に、一人当たりの情報を計算する機械のアプリケーションに特化した能力は約14カ月ごとに倍増した。同じ20年間で、世界の汎用コンピュータの一人当たりの記憶容量は18カ月ごとに倍増した。一人当たりの世界の通信容量は34カ月ごとに倍増した。一人当たりの世界の記憶容量は倍増するのに約40カ月を要した（3年ごと）。一人当たりの同報情報は12.3年ごとに倍増した。
世界中で、日々膨大な量のデータが蓄積されているが、分析して効果的に提示できない限りは、そのデータは本質的に「訪れるのも間遠なデータアーカイブ」という「データの墓場」に帰する。1980年代後半、この問題に対処するためにデータマイニングの分野、つまり「大量のデータから興味深いパターンや知識を発見するプロセス」が登場した。

## 展望

### 学術的な視点
計算機協会 (ACM)は学術的な観点から、ITを『ビジネス、政府、医療、学校、その他の種類の組織におけるコンピュータテクノロジーのニーズに応えるための準備をする学部課程の教科課程。.... ITスペシャリストは、組織に適したハードウェアやソフトウェア製品を選択し、それらの製品を組織のニーズおよび情報基盤と統合し、組織のコンピュータ利用者のためにそれらのアプリケーションをインストール、カスタマイズ、保守する責任を負う。』と定義している。
IT分野の学位（理学士・准学士）は、他の計算機科学（コンピュータサイエンス）の学位と似ている。実際、同じ基礎レベルのコースを持つことは多くある。計算機科学課程は理論と設計に重点を置く傾向があるが、IT課程は、現代のビジネスと利用者のニーズを支援するため、技術ソリューションの実用化に関する専門知識を卒業生に身につけさせるように構成されている。

### 商業・雇用面での視点
IT分野の企業は、しばしば「IT業界」や「IT産業」としてまとめて語られる。これらの称呼は時には誤解を招く可能性があり、消費者向けの技術やソフトウェアを販売し一般的に大規模な営利事業である「テクノロジー企業」と誤解してはならない。また、ビジネスの観点から見ると、IT部門はほとんどの場合、「コストセンター」であることにも注意を要する。コストセンターは、企業内で利益や収入の流れを生み出すのではなく、経費または「コスト」を発生させる部門やスタッフのことである。現代のビジネスでは、日常業務をテクノロジーに大きく依存しているため、ビジネスをより効率的に進めるためのテクノロジーをカバーするために委ねられた費用は、通常、「ビジネスを行うための単なるコスト」と見なされる。IT部門は、最高幹部から資金が割り当てられて、その予算内で望ましい成果物を達成するよう努めなければならない。政府と民間企業では資金調達の仕組みが異なる可能性があるが、原則は多かれ少なかれ同じである。これは、自動化や人工知能 (Artificial Intelligence; AI)への関心が急速に高まっている理由として見過ごされがちであるが、より少ない労力でより多くのことを行うという絶え間ないプレッシャーが、大企業で少なくとも一部の小業務を自動化して制御する道を開いている。
現在多くの企業は、コンピュータ、ネットワーク、およびその他の技術分野を管理するIT部門を持っている。企業はまた、BizOpsや業務運用部門を通じて、ITをビジネスの成果および意思決定と統合しようと努めてきた。
米国の情報技術協会 (ITAA) は、ビジネスの観点から、ITを『コンピュータベースの情報システムの研究、設計、開発、アプリケーション、実装、サポート、または管理』と定義している。この分野で働く人々の責任には、ネットワーク管理、ソフトウェアの開発とインストール、ハードウェアとソフトウェアの保守・更新・交換などの組織の技術ライフサイクルの計画および管理が含まれる。

#### 情報サービス
情報サービスとは、情報ブローカーだけでなく、営利企業が提供するさまざまなIT関連サービスを総称したものである。

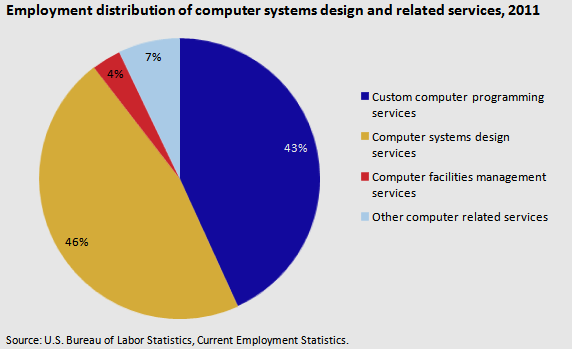
米国におけるコンピュータシステム設計および関連サービスの雇用分布 (2011年)
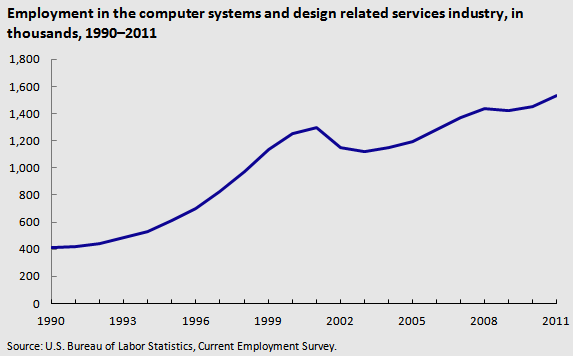
米国におけるコンピュータシステムおよび設計関連サービス産業の雇用者数（単位: 1000人）(1990 - 2011年)
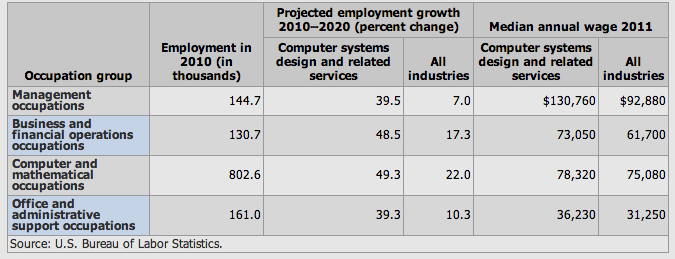
米国のコンピュータシステム設計および関連サービスにおける職業別成長率および賃金 (2010 - 2020年)
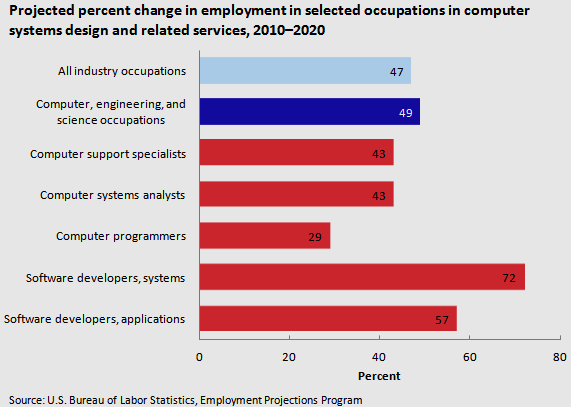
米国のコンピュータシステム設計および関連サービスの特定職種における雇用の変化率の予測 (2010 - 2020年)
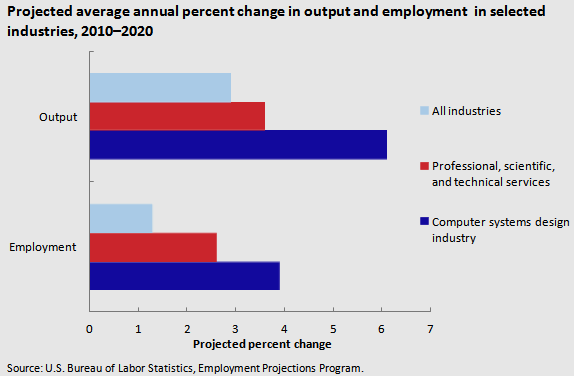
米国の特定産業における生産高および雇用の年平均変化率の予測 (2010 - 2020年)

### 倫理的視点
情報倫理の分野は、1940年代に数学者ノーバート・ウィーナーによって確立された:9。情報技術の利用に伴う倫理的問題には次のような例がある:20–21。
- 著作権者の許可を得ずにファイルをダウンロードし保存することによる著作権の侵害
- 雇用者による、従業員の電子メールやその他のインターネット利用の監視
- メッセージングシステムを悪用したスパミング（英語版）（例: 迷惑メール）
- ハッカーによるオンラインデータベースの不正アクセス
- ウェブサイト上にクッキー（通信の追跡手法）やスパイウェア（悪意のあるソフトウェア）を設置した利用者のオンライン活動の監視や、情報ブローカーによる利用

## 参照項目

### IT周辺技術
- コンピューティング - コンピュータを使って恩恵を受ける、または目標指向の活動（たとえば数値計算や情報処理）
- データ処理 - 意味のある情報を生成するためのデータ項目の収集や操作
- 情報通信技術  (ICT) - 情報技術 (IT) を通信 (communication) やネットワークで拡張した概念
- 情報管理 - 情報の取得、管理、配布、およびアーカイブまたは削除といったライフサイクル管理
- オペレーショナルテクノロジー - 物理的な装置や工程を監視・制御するためのハードウェアとソフトウェア技術
- 健康情報技術（英語版） - 健康とヘルスケアに適用される健康技術。健康情報学も参照。
- 情報技術の概要（英語版） - 情報技術の概要と話題のリスト

### 学問領域
- 計算機科学
- 情報学
- 情報工学
- 通信工学
- 暗号技術、暗号理論
- コンピュータセキュリティ、情報セキュリティ

### ITの応用
- 電子商取引
- 電子決済、インターネットバンキング
- 遠隔教育、eラーニング
- Web会議
- ソーシャル・ネットワーキング・サービス (SNS)
- ERP、企業資源計画
- ロジスティックス・オートメーション（英語版）（物流の自動化）、自動倉庫
- 販売時点情報管理 (POS)
- 電子政府、電子自治体（英語版）
- 電子投票
- ITアウトソーシング